# Mausoleo de Qianling

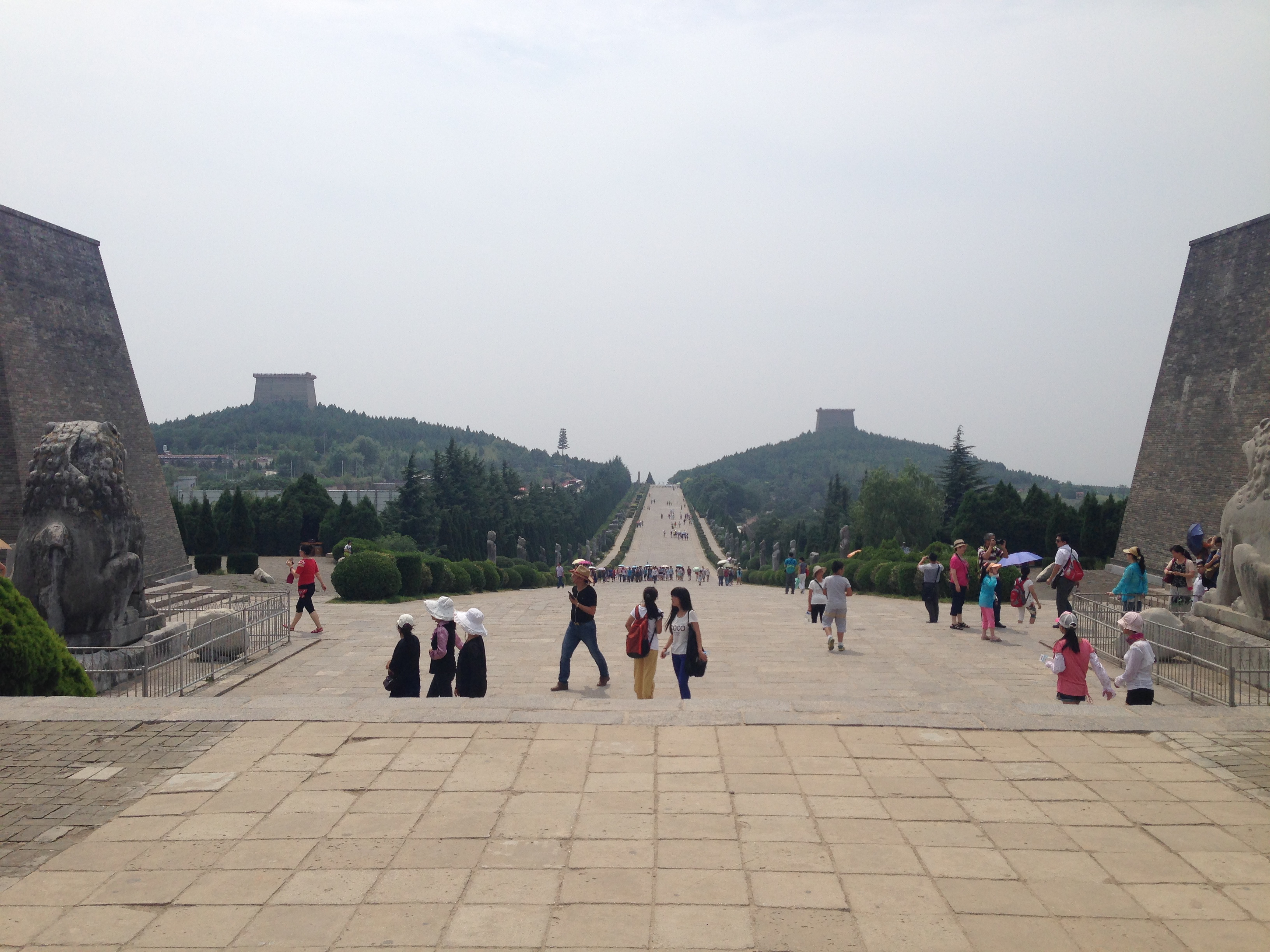
Vista parcial del mausoleo.

El Mausoleo de Qianling (en chino tradicional, 乾陵; en chino simplificado, 乾陵; pinyin, Qiánlíng) es una tumba de la dinastía Tang (618-907) situada en el condado Qian (provincia de Shaanxi, China) y está a 85 kilómetros al noroeste de Xi'an, antigua capital de Tang. Construidas en 684 (con construcción adicional en 706), las tumbas del complejo del mausoleo albergan los restos de varios miembros de la Casa de Li, la familia imperial de la dinastía Tang. Esto incluye al emperador Gaozong (r. 649-83), así como a su esposa, la emperatriz Wu Zetian, quien usurpó el trono de Tang y se convirtió en la única mujer emperatriz reinante en China de 690-705. El mausoleo es famoso por sus numerosas estatuas de piedra de la dinastía Tang situadas sobre el suelo y pinturas murales que adornan las paredes subterráneas de las tumbas. Además del túmulo principal y de la tumba subterránea del emperador Gaozong y Wu Zetian, hay 17 tumbas auxiliares más pequeñas o peizang mu. Actualmente, sólo cinco de estas tumbas han sido excavadas por arqueólogos, tres pertenecientes a miembros de la familia imperial, una a un canciller y la otra a un general de la guardia izquierda.

## Historia

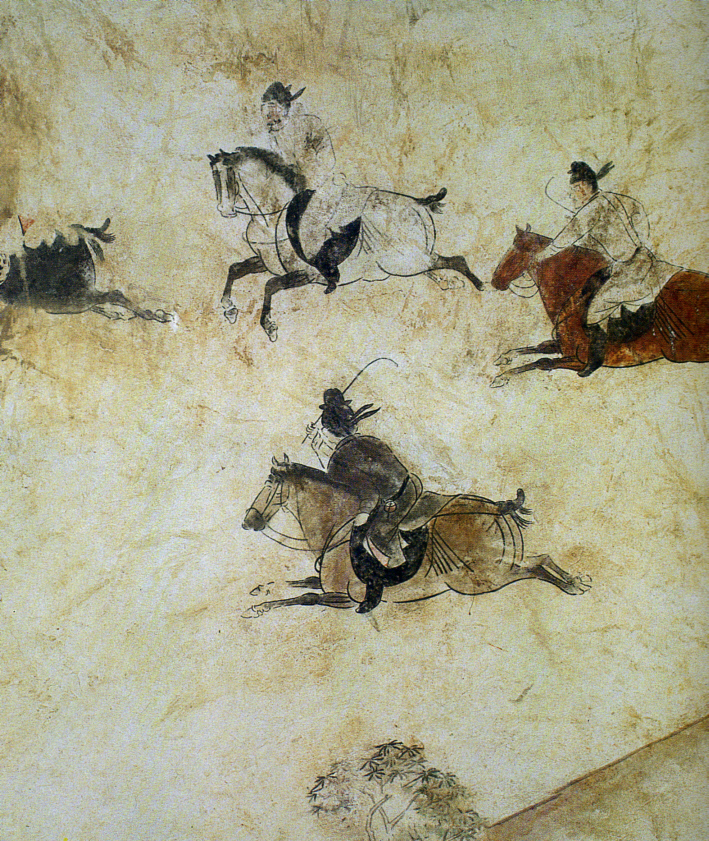
Jugadores de polo, detalle en la pared occidental de una tumba camino de la tumba de Li Xián.

Tras la muerte en 683, el complejo del emperador Gaozong fue completado en 684. Después de su muerte, Wu Zetian fue enterrada en un funeral conjunto con el emperador Gaozong en Qianling, el 2 de julio de 706.

## Ubicación
El mausoleo se encuentra en el Monte Liang, al norte del río Wei, a 1.049m (3.442 pies) sobre el nivel del mar. Los terrenos del mausoleo están flanqueados por Leopard Valley al este y Sand Canyon al oeste. Durante la dinastía Tang, hubo cientos de casas residenciales que rodeaban Qianling, habitadas por familias que mantenían los terrenos y edificios del mausoleo. Los restos de algunas de estas casas han sido descubiertos desde entonces. También se ha descubierto el cimiento del edificio de la sala de ofrendas de madera situada en la puerta meridional del muro interior del mausoleo.

## Camino espiritual

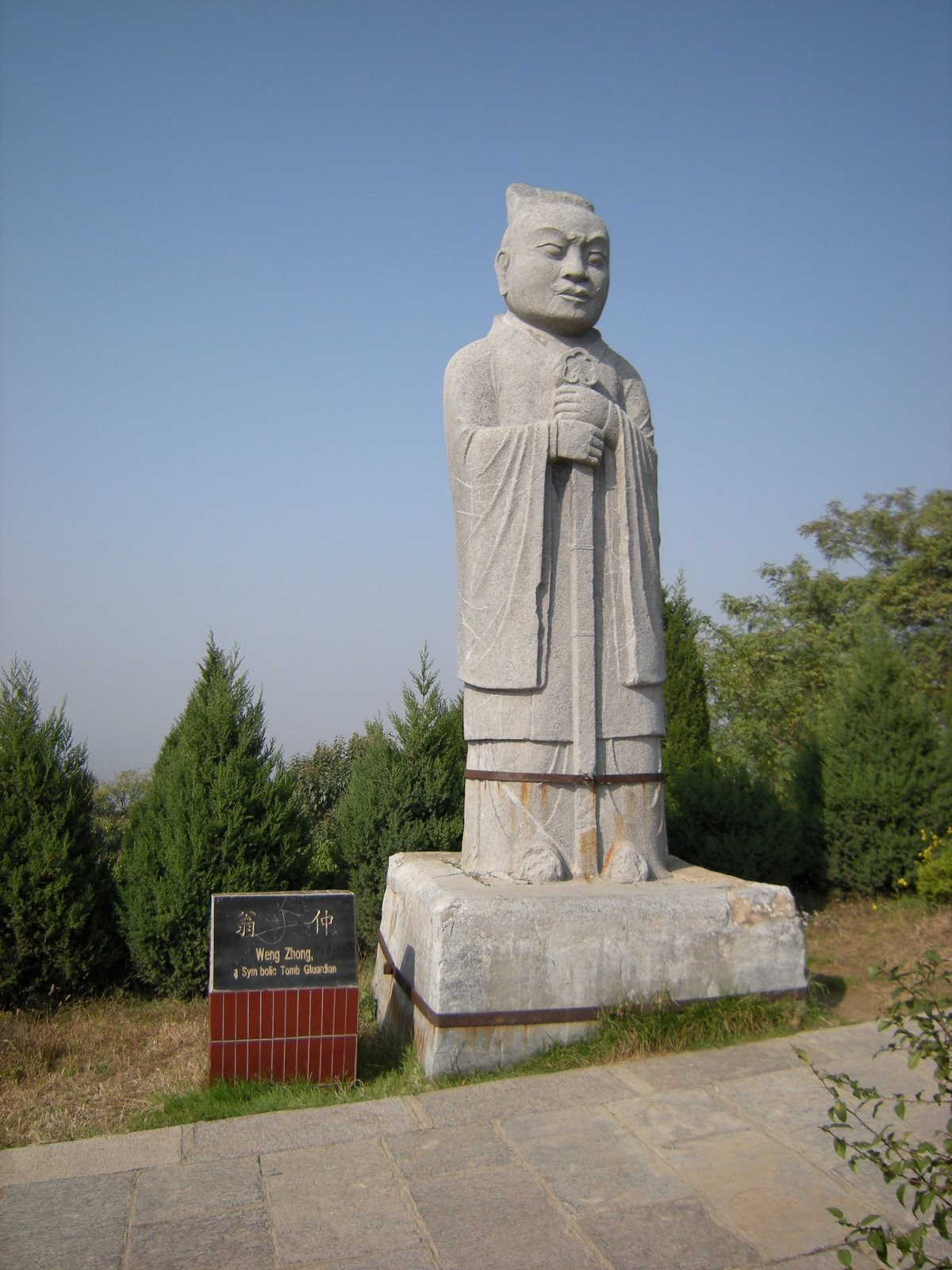
Una estatua de guardián tallada en piedra a lo largo del Camino Espiritual.

Estatuas de piedra de embajadores extranjeros, ahora sin cabeza.

El camino que conduce al mausoleo es un camino espiritual, que está flanqueado a ambos lados por estatuas de piedra como las tumbas posteriores de la dinastía Song y las tumbas de la dinastía Ming. 
Además de las estatuas, también hay conjuntos laterales de pilares de piedra octogonales destinados a alejar a los espíritus malignos. Una estela escalonada de 6,3 m (20,7 pies) dedicada al emperador Gaozong también se encuentra a lo largo del camino, con una inscripción escrita que conmemora sus logros.

## Tumbas
Las cámaras funerarias del emperador Gaozong y la emperatriz Wu se encuentran en las profundidades del Monte Liang, una costumbre establecida por el emperador Taizong (626-496) con su entierro en el Monte Jiuzong.

## Murales

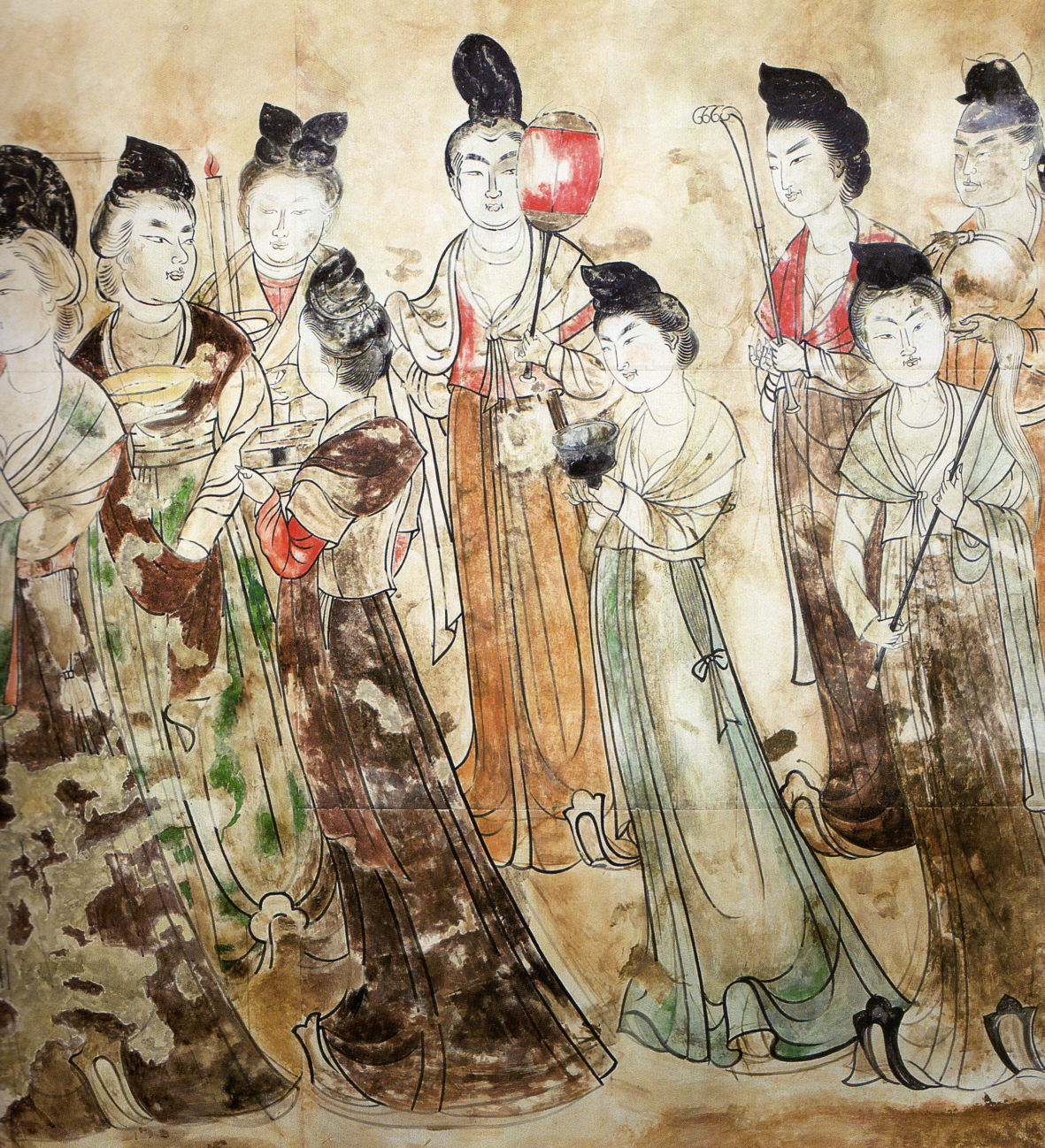
Damas de la corte Tang de un mural en la tumba de Li Xianhui. Los murales reales en la tumba de Li Xianhui han sido reemplazados por réplicas ya que los originales se conservan en el Museo Histórico Shaanxi para preservarlos mejor.

Las tumbas excavadas hasta ahora para Li Xian, Li Chongrun y Li Xianhui, están todas decoradas con murales de pinturas y cuentan con múltiples entradas a huecos y cámaras arqueadas. La historiadora Mary H. Fong afirma que los murales de las tumbas en las salas subterráneas de Li Xián, Li Chongrun y Li Xianhui, son representativos de los decoradores anónimos pero profesionales de las tumbas, en lugar de los renombrados pintores de la corte que pintan los rollos de mano. Aunque principalmente el arte funerario, Fong afirma que estos murales de tumbas Tang son «referencias muy necesarias» a la escasa cantidad de descripción ofrecida en los documentos de la era Tang sobre la pintura, como el Tang Chao minghua lu (Pintores célebres de la dinastía Tang) por Zhu Jingxuan en la década de 840 y Lidai Minghua ji (Uno de los pintores famosos de las sucesivas dinastías) por Zhang Yanyuan en 847.

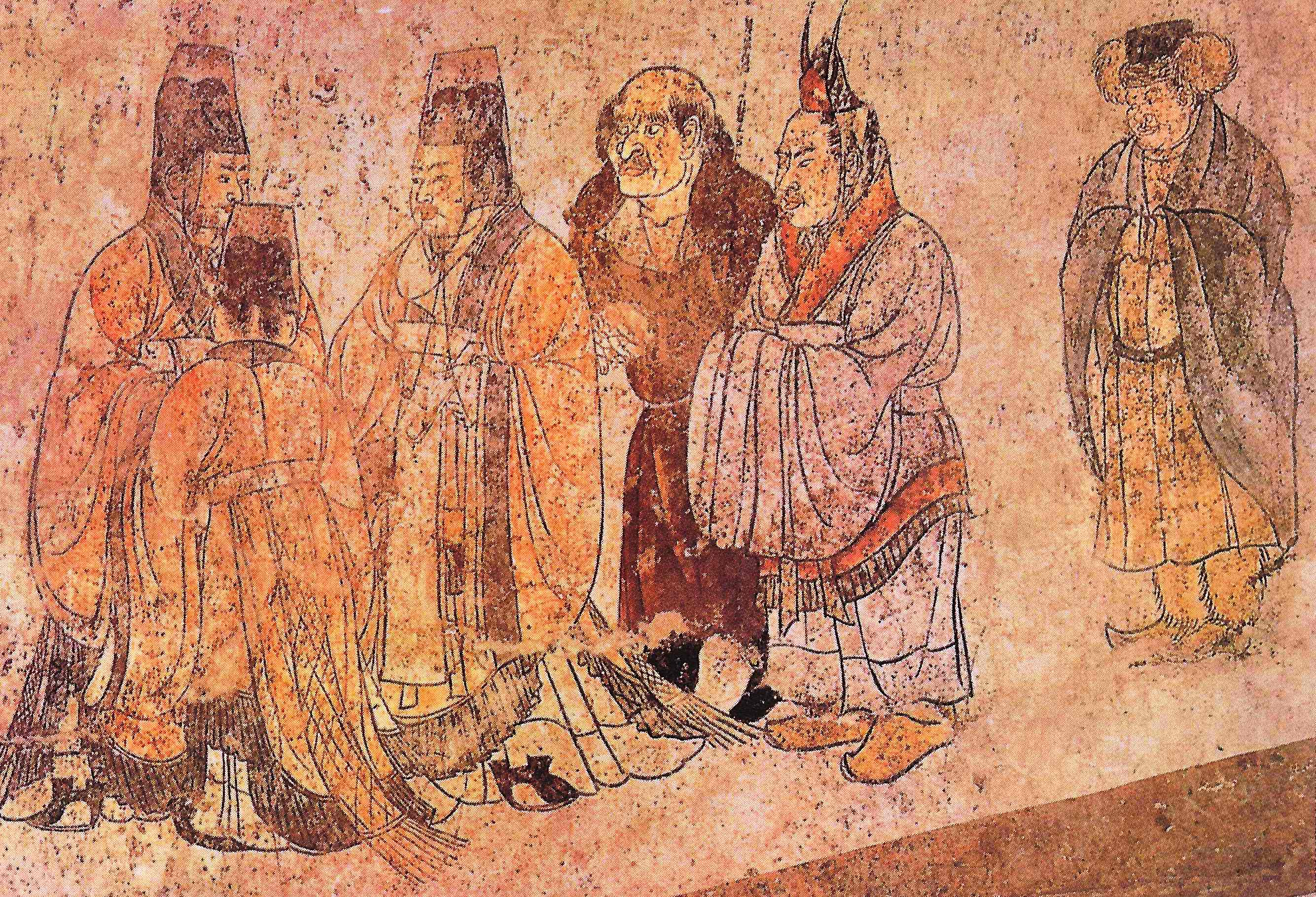
"En este mural, embajadores extranjeros están siendo recibidos en la corte. Las dos figuras elegantemente vestidas de la derecha son de Corea."
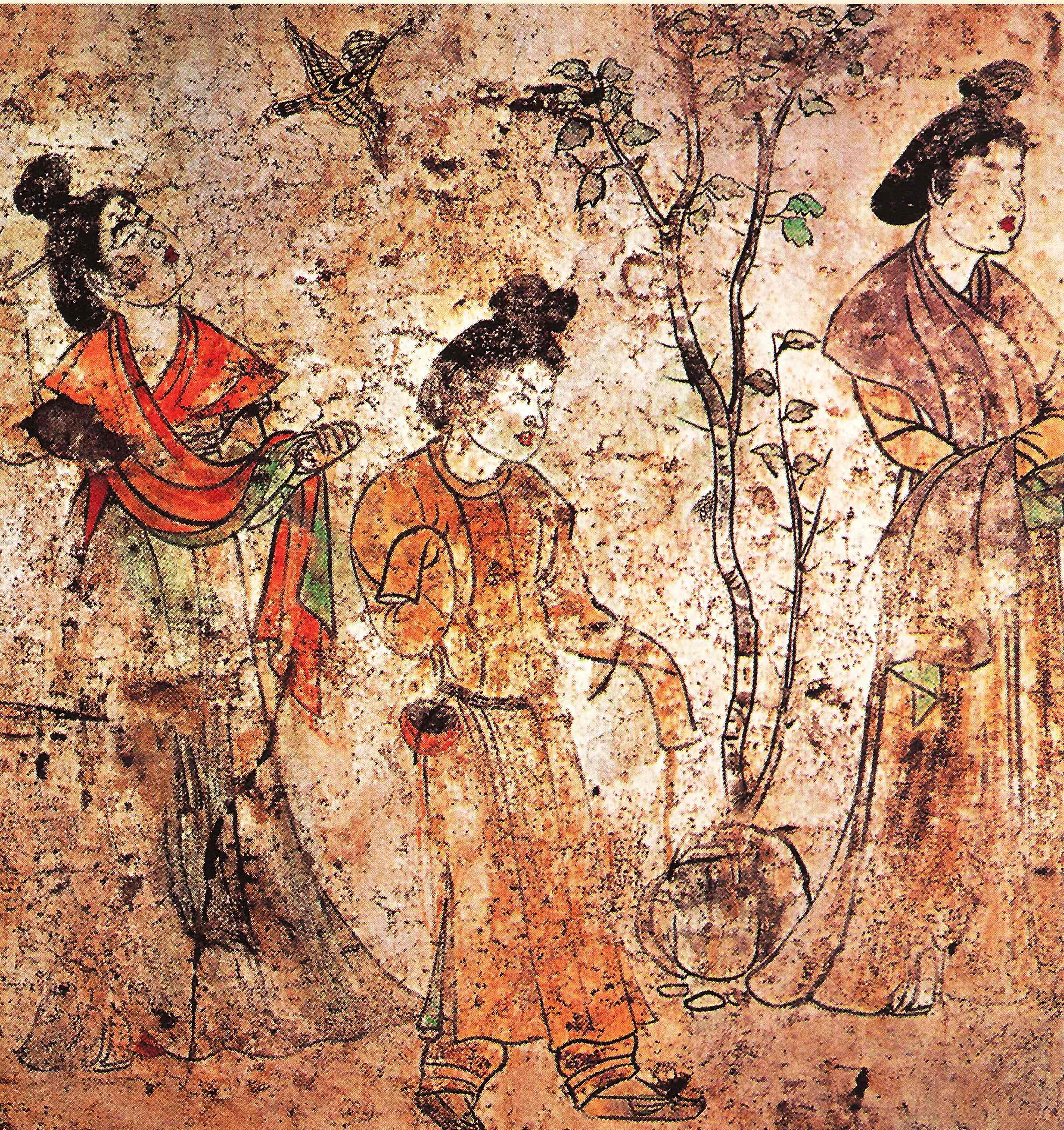
"Un grupo de damas del palacio en los jardines mientras una abubilla pasa volando. Mural, tumba del sexto hijo del emperador Gaozong, Li Xian, Qianling."
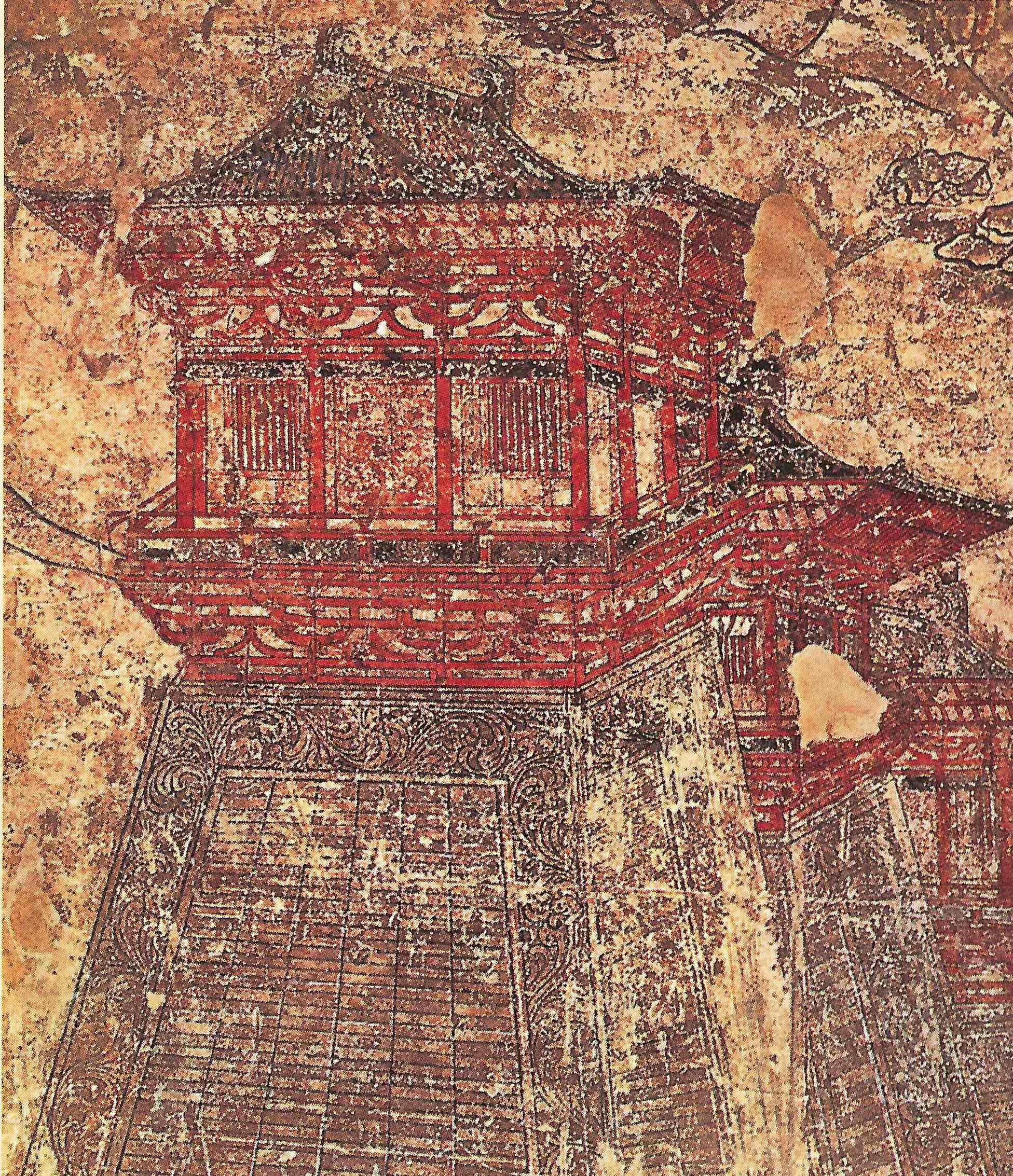
"Los murales de principios del siglo VIII en la tumba del Príncipe Yide dan una idea de la magnificencia de las murallas de la ciudad de Chang'an con su imponente puerta y torres de esquina."
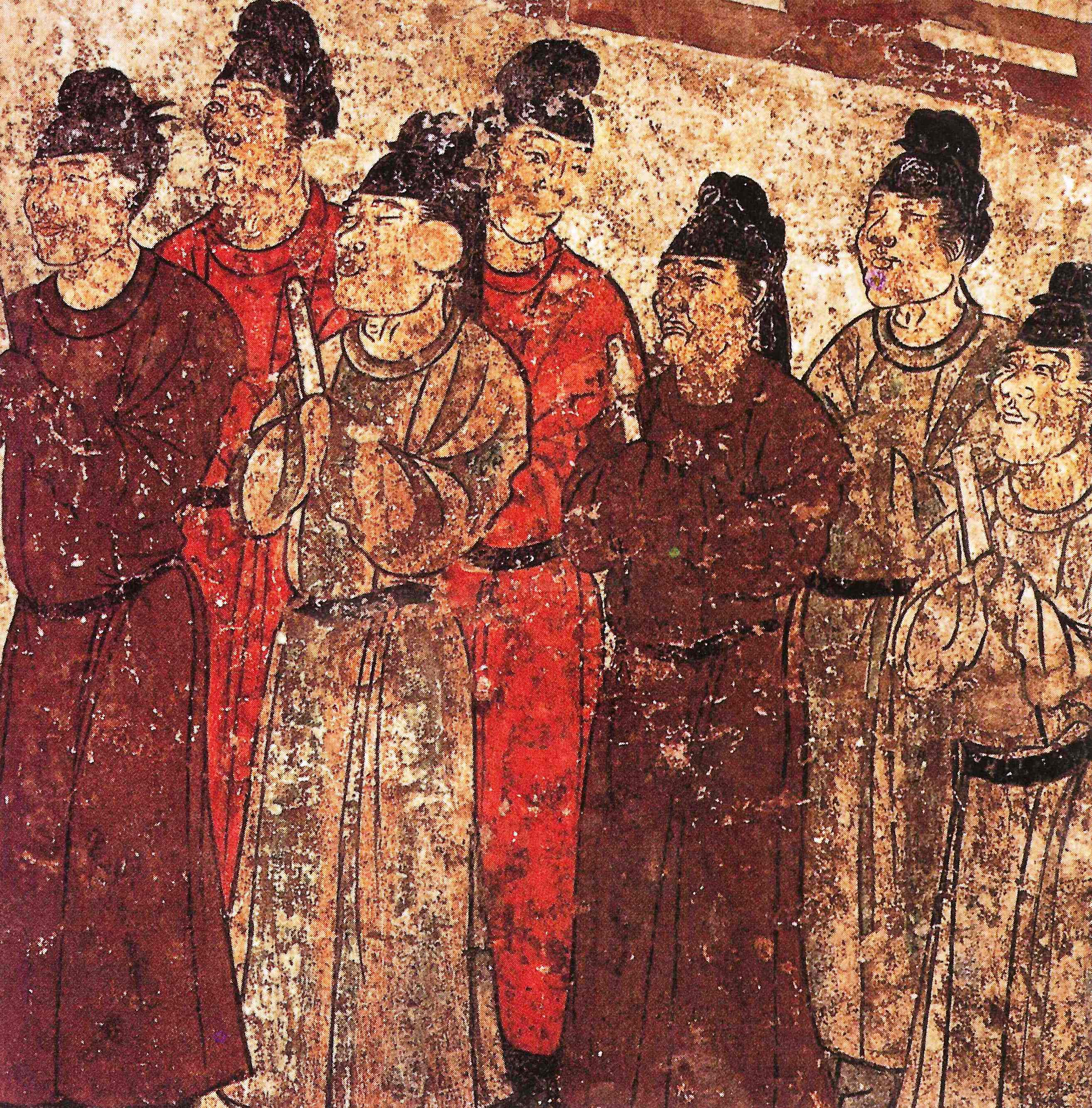
"Un grupo de eunucos. Mural de la tumba del príncipe Zhanghuai, 706, Qianling, Shaanxi."